# 사대부

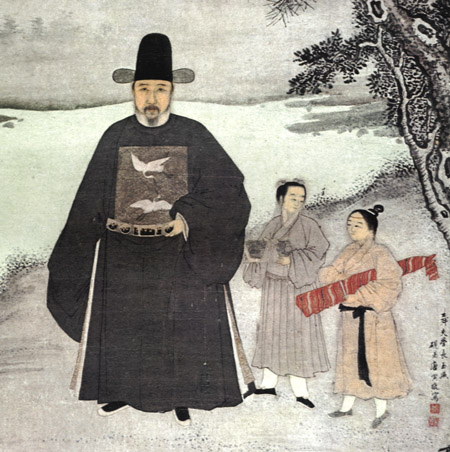
명나라의 사대부

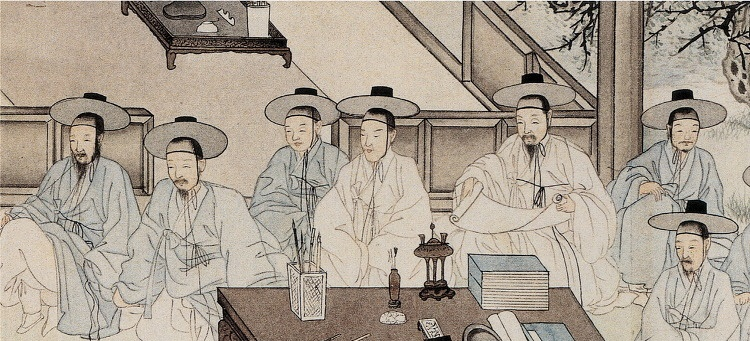
한국의 사대부

사대부(士大夫)는 동아시아 한자 문화권의 사회지도층으로, 학자이면서 관료였던 특징이 있다.

## 배경
사(士)란 독서인을 말하며, 대부(大夫)는 정치인을 말하는 것으로, 사대부란 학자적 관료 또는 관료적 학자를 말한다. 본래 사대부는 중국에서 전래된 것으로 왕·제후(諸侯) 아래서 벼슬을 하여 정치 실무를 장악하며, 세습적으로 영토를 가진 치자계급(治者階級)을 의미하기도 하였다. 춘추에서는 사들을 거느리는 대부들의 개인적 요새가 지나치게 강력해지지 않도록 견제하는 귀족들의 모습도 등장한다. 그랬던 사대부들은 진의 통일 전쟁과 관료화로 인하여 귀족들과 함께 평민들에게 완전한 패배를 당하게 되었고 한나라부터는 기존의 귀족적 사대부들 대신 유학자들이 사대부가 되어 강한 영향력을 행사하게 되었다. 따라서 중국에서는 귀족이 제대로 발달하지 못하여 없었다고 보는 시선도 생기게 되었다. 하지만 삼국 시대까지는 몰락한 기존 귀족, 사대부 세력의 반격이 의외로 강하게 이어졌으며 유학자들은 전란으로 인하여 주요한 지위를 거의 다 빼앗기기도 하였다. 그러나 유학자들은 지속적인 노력을 통하여 점차 세력을 확대하였고 한족 귀족 세력은 삼국 시절 마지막 불꽃을 태운 이후로 유학자들에게 계속 밀리다가 유목민 귀족들과 손을 잡아 부활하기도 하였으나 결국 유학자 사대부들에 의하여 권력을 잃게 되었고 마침내 전멸을 당하여 사라지게 된다. 귀족 세력이 망한 송나라에서 사대부들은 전성기를 누렸고 유목민 귀족들에 의하여 역경을 겪기도 했으나 형세호나 신사 등으로 끝까지 세력을 유지하다가 공산주의 폭동을 견디지 못하고 멸망했다. 
한국에서는 적당한 유학자면 사대부 취급을 받은 중국과 달리 주로 현직·퇴직 관리나 그들과 혈연 관계에 있는 계층을 의미하며 따라서 당시 중국적 이론상에서는 미야지마 히로시의 주장도 일리가 있다고 볼 수도 있으나 실제 반상제에서는 중국과 달리 단순히 유학자라고 양반이나 사대부 취급을 받지는 않았다. 중국에서는 사농공상의 상인들조차 그들의 사대부들이 자신들과 마찬가지로 비천하게 태어나 비천하게 자란 출신이란 사실을 알고 있어서 유학을 공부한다고 무조건 따르지는 않았다. 그래서 중국의 유학자들은 관직, 재산, 이미지(?) 등이 필요했고 따라서 주로 관직에 대한 집착이 심했다.
사대부가 등장하게 되는 것은 무신집권기였다. 정권을 잡은 무신들은 문신을 몰아낸 뒤 그 행정적 공백을 메우기 위해 지방의 행정을 담당했던 토착세력을 등용했고, 이에 그 상층부였던 향리층이 과거를 통해 상당수 중앙으로 진출, 「능문능리」의 새로운 관인층을 형성하게 된다. 하지만 이때는 무신정권에 의탁한 진출이었기 때문에 독자적 정치세력을 이루지 못했고, 이러한 시기가 고려말까지 백년이 이어졌다.

## 한국의 사대부
한국에서 사대부는 고려 말, 조선 때 성리학 즉 주자학을 중심으로 한 정치력을 갖춘 학자적 관료다.
고려 귀족정치 관료층인 사대부는 무신 정권이 무너지고 나서 더욱 활발히 정계에 진출하였다. 사대부들은 중앙관부의 이직자(吏職者) 중에서도 나왔지만, 그보다도 지방의 향
향리 출신 사대부는 곧 재향 지주(在鄕地主)이기도 하였다. 지방 중소 지주인 그들은 학문적인 교양을 바탕으로 과거를 거쳐 중앙 정치무대로 진출하였다. 나서 향리(鄕里)에서의 생활을 즐기기도 하였다. 그들의 사회적 진출은 드디어 고려의 정치적 대세를 변화시켰던 것이 "사대부"이다.
당나라 말과초기를 거치면서 역사의 전면에 나타난 중국의 사대부들은 이전의 유학이 가지고 있지 않았던 우주론, 존재론,인성론 등의 치밀한서 유학발전사적으로 볼 때 선진(先秦)의 본원(本源) 유학, 한당(漢唐)의 훈고(訓詁) 유학, 송명(宋明)의 성리학이 있다.
즉, 한당유학(漢唐儒學)과 명나라 시대의 유학(儒學) 외에도 대표적 학자와 경
송의 주돈이, 정명도(程明道), 정이천(程伊川)대성하였다. 즉, 정명도 본명)와 정이천 본명) 형제와 주희, 육구연, 왕수인이 이 학 로 이(理)  방식을 취했다. 이 가운데 주로 송대에 일어난 송학, 정주학, 주자학, 이학, 도학이 한 계통이고 주로 명대에 일어난 명학, 육왕학, 양명학, 심학이 또다
한국에 일어난 정주계의 일어난 육왕계의 심학은 별로 발전하지 않았다. 조선주류를 이루었다. 그러므로 현재의 이르기는 성리학이라 하면 대부분 주자학을 가리키게 되었다.

## 같이 보기
- 선비

## 참고 자료
1. ↑  우리가 몰랐던 중국 이야기 소준섭
2. ↑  https://encykorea.aks.ac.kr/Article/E0025457
3. ↑  Marketing and Social Structure in Rural China